# Scanner intraorale
Lo scanner intraorale è uno scanner 3D in grado di rilevare, attraverso prima l'acquisizione di un gran numero d'immagini e poi la successiva rielaborazione mediante software dedicati, le impronte dentali. Lo scanner intraorale è tipo simile ad una penna maggiorata che può funzionare a bluetooth oppure essere collegato tramite il filo ad una base (gli scanner che lavorano con il collegamento sono quelli che hanno una capacità di calcolo maggiore). Gli scanner possono essere attivi o passivi. I primi sono scanner a scatto simultaneo di più immagini, i secondi emettono una luce visibile o un laser sull’oggetto da scansionare. 
Possono essere distinti in: scanner da contatto, a laser e a luce strumentata.

## Storia
La possibilità di acquisire un'impronta ottica fu ipotizzata negli anni '70 dal dott. François Duret, il quale può senza dubbio essere considerato il padre della moderna odontoiatria digitale; infatti, lui per primo riuscì a produrre una corona dentale con un software Cad (1983).
Da quel momento, la presenza della tecnologia nel settore odontoiatrico è progressivamente cresciuta fino a raggiungere un'importante influenza generale; la rapida crescita di questa branca del settore è dovuta anche alla commercializzazione, a partire dagli anni '90, di nuovi macchinari quali scanner da banco, fresatori e stampanti 3D, che hanno reso il workflow digitale sempre meno indaginoso. Ad esempio, nel 2016 circa il 60% dei laboratori odontotecnici presenti in territorio italiano e francese aveva già adottati tecnologie CAD/CAM per le proprie produzioni.

## Caratteristiche
Lo scanner digitale, in quanto strumento atto alla riproduzione di elementi reali, deve mantenere una coerenza certa e riproducibile all'infinito, con un margine di errore minimo; nel settore, molti studi sono stati dedicati alla precisione di questi macchinari, al fine d'individuare di quanto questi strumenti si discostassero dalla realtà; questi lavori hanno evidenziato la scrupolosità degli scanner intraorali, che riescono a riprodurre la realtà con un errore veramente basso.
Uno dei vantaggi più evidenti che reca l'utilizzo di una macchina come questa è la riduzione drastica di disagi per i pazienti, molto spesso riluttanti all'idea della presa dell'impronta coi metodi tradizionali (cucchiai portaimpronta con alginati, silicone, polietere); inoltre, col progresso tecnologico si è riusciti ad eliminare la fase di opacizzazione degli elementi da scansire, agevolando ancora la condizione del paziente.
La lavorazione delle impronte ottiche ottenute dalla scansione risulta essere molto più rapida che per quanto riguarda le classiche impronte analogiche, con la fattibilità per il team medico/tecnico di evidenziare da subito eventuali problemi e/o difetti, e con la possibilità di mostrare da subito al paziente i risultati finali alla fine del trattamento (mock- up digitale). L'eliminazione della fase di sviluppo dell'impronta analogica è anch'essa un'enorme facilitazione alla digitalizzazione del processo, accelerandolo in modo significativo.
L'evoluzione dello scanner intraorale ha interessato anche il suo aspetto fisico, rendendolo più confortevole al suo scopo, ovvero sono state ridotte le dimensioni del beccuccio apicale, rendendo così la macchina in grado di scansionare agevolmente anche gli elementi dentari più difficili da descrivere con questo tipo di sistema (es. secondi e terzi molari).
La tecnologia intraorale oggi può essere usata per qualsiasi tipo di lavorazione, dalla protesi dentaria fissa, a quella mobile, all'ortodonzia, e, dal 2019, anche per l'individuazione della carie dentaria.

## Limiti e controversie
Il limite maggiore che presenta oggi lo scanner intraorale è il costo, ancora elevato; inoltre, il medico/operatore ha bisogno, prima di padroneggiare la macchina con sicurezza, di compiere una curva d'apprendimento non semplice.
Il dibattito sulla possibilità che le macchine possano sostituire l'uomo, che riguarda in generale il mondo lavorativo, ha riguardato anche l'odontoiatria; in particolare, dai dibattiti è emersa la possibilità dell'eliminazione della figura dell'odontotecnico grazie alle moderne tecnologie, anche se molti clinici si distaccano da queste prospettive, confermando l'importanza che questa figura riveste nella gestione dei casi clinici.